# Keith Appling
Keith Damon Appling (13 de fevereiro de 1992) é um americano jogador de basquete profissional que jogou pela última vez no Erie BayHawks da NBA Development League. Ele jogou basquete universitário na Universidade Estadual de Michigan.

## Carreira na Escola
Appling jogou basquete na escola Pershing em Detroit. Em 2009, como junior, ele levou a sua equipe a ganhar o campeonato. No jogo do título, ele fez 49 pontos. No ano seguinte, como sênior, ele ganhou o premio de melhor jogador de Michigan.
No final de sua carreira na escola, ele foi considerado um jogador de alto nível e foi classificado em 34º no ranking de recrutamento. Em seu último ano, Appling teve média de 28 pontos, 6 rebotes e 5 assistências.

## Carreira na Faculdade
Como um calouro em MSU, Appling teve média de 6,4 pontos e 2,8 rebotes por jogo e 41% nas bolas de três pontos. Em seu segundo ano, ele teve uma média de 11,6 pontos, 2,9 rebotes e 3,9 assistências por jogo. Em seu terceiro ano, ele liderou os Espartanos na pontuação, com 13,4 pontos por jogo e nas assistências com 3,3 por jogo. Em seu último ano, ele tinha uma média de 11.2 pontos, 3.0 rebotes e 4,5 assistências por jogo.

## Carreira profissional
Depois de não ser draftado no draft de 2014, Appling juntou-se o Portland Trail Blazers para jogar a Summer League de 2014. Em 23 de setembro de 2014, ele assinou com o Los Angeles Lakers, mas foi dispensado no dia 20 de outubro. No dia 1 de novembro, ele foi adquirido pelo Los Angeles D-Fenders como um jogador afiliado dos Lakers. 
Em 7 de Março de 2015, ele foi negociado para o Erie BayHawks. Em 38 jogos na D-League de 2014-15 (28 em Los Angeles e 10 no Erie), Appling teve média de 10,5 pontos, 3.0 rebotes e 3,9 assistências em 24.4 minutos por jogo.
Em julho de 2015, Appling juntou-se ao Orlando Magic para jogar a Summer League da 2015. No dia 24 de setembro, ele assinou com o Magic, mas foi dispensado no dia 19 de outubro depois de jogar cinco jogos da pré-temporada. No dia 31 de outubro, ele foi readquirido pelo Erie BayHawks. Em 18 de janeiro, ele assinou um contrato de 10 dias com o Magic. Ele fez sua estreia na NBA naquela noite, em um derrota por 98-81 para o Atlanta Hawks, fazendo dois pontos e roubando uma bola em oito minutos de jogo. Em 29 de janeiro, ele assinou o segundo contrato de 10 dias com o Magic. No dia 8 de fevereiro, depois de seu contrato ter terminado, ele foi readquirido pelo BayHawks. No final da temporada, ele entrou para o time defensivo da D-League.

## Vida pessoal
Appling é o filho de Tottie Williams e se formou em Sociologia. Em julho de 2017, Appling foi sentenciado a um ano de preso por porte de arma.